# Nørrebros Runddel
Nørrebros Runddel (i daglig tale blot runddelen) er et centralt beliggende kryds på Nørrebro i København hvor Nørrebrogade krydser Jagtvej. Fra 1924 lå her en rundkørsel, men krydset er i 1960 bygget om til et almindeligt lyskryds. Krydset har dog bevaret sin runde form, og har derfor karakter af et byrum med en slags pladsdannelse, men uden store fodgængerområder.
På eller lige omkring runddelen har flere større kæder indrettet forretninger – heriblandt Kvickly, Sunset Boulevard og 7-Eleven. Derudover grænser Nørrebros Runddel også op til Assistens Kirkegård, der huser gravsteder for mange kendte personligheder.
Pladsen blev anlagt 1750 sammen med Jagtvejen. Oprindeligt blev pladsen navngivet Nørrebros Roundel, hvilket er fransk for en ting eller figur der er rund, men den franske udtale blev aldrig rigtigt anvendt på Nørrebro. Den mere folkelige udtalelse runddel, har gjort at også stavemåden er blevet ændret. Rondel anvendes stadig på dansk for runde ting.
Der er bygget en metrostation ved Nørrebros Runddel på den såkaldte Cityring. Stationen åbnede 29 september 2019 og ligger i Assistens Kirkegårds tidligere Afdeling G som nu er park.